# Скакун Віктор Панасович
Ві́ктор Пана́сович Скаку́н (* 28 червня 1941, Терешківка, Сумська область) — український поет, сатирик-гуморист, літературознавець, критик, перекладач, член НСПУ.

## Життєпис

### Навчання
Закінчив Новосуханівську СШ, працював у радгоспі, навчався у Лозівському училищі механізації сільського господарства, навчався у Глухівському училищі механізації. Закінчив Лебединське педучилище, а потім Сумський педінститут. 

### Праця
Між навчаннями у різних навчальних закладах працював на цілині в Казахстані, екскаваторником. А після педінституту влився в журналістику. Був редактором Липоводолинського районного радіо. 

### Творча кар’єра
Ще будучи третьокласником, написав першу критичну замітку до районної газети «Вперед», а потім почав там друкувати й фейлетони. Коли навчався в Лебедині (де й почав писати байки) на нього звернув увагу письменник, лауреат Шевченківської премії Кость Гордієнко, відтоді до великої літератури мав професійне наставництво. 
Журнали «Перець», «Україна», «Дніпро», «Прапор», альманахи і колективні збірки друкували байки Віктора Скакуна.  

### Книги
Автор 20 книг. Серед них:
- 1995  — «Комарева амбіція»
- 1995  — «Літературна Сумщина»
- 2000  — «Василь Туманський. Поезії (Переклад з російської)»
- 2000  — «Зелений дощ» Загадки
- 2000  — «Портрет без ретуші» Епіграми
- 2001  — «Чому сумні слони?»
- 2002  — «Козацький степ»
- 2003  — «Наш хліб святий»
- 2005  — «Дивлюсь я на небо…» Монографія про М. Петренка
- 2005  — «Володимир Мордань. Життя і творчість» Нарис
- 2008  — «Павло Грабовський. Літературний портрет»
- 2009  — «Одностволка»
- 2010  — «Безробітний Бровко»
- 2010  — «Вибране»

Нагороджений медаллю «Ветеран праці». Перший лауреат Всеукраїнської літературної премії ім. П. Грабовського, лауреат і дипломант Всеукраїнських конкурсів гумору та сатири

### Рецензії та відгуки
- Сліпчук П. Новенький з "гарячого цеху". // Поезія. - 1980, № 3
- Василевський В. Обговорюють гумориста. // Літературна Україна.  — 1982, 15 квітня.
- Корнющенко І. Зустріч в ефірі. // Літературна Україна.  — 1993, 15 квітня
- Назаренко Ю. Літературний літопис Сумщини. // Ярославна.  — 1996, № 2-3
- Ющенко О. Біля Груні - всі з гумором. // Україна молода.  — 1997, 22 листопада